# 6802 Černovice
A 6802 Černovice (ideiglenes jelöléssel 1995 UQ2) a Naprendszer kisbolygóövében található aszteroida. Miloš Tichý fedezte fel 1995. október 24-én.